# اولف اشمیت
 اولف اشمیت (انگلیسی: Ulf Schmidt؛ زاده ۱۲ ژوئیهٔ ۱۹۳۴) یک تنیس‌باز اهل سوئد است.